# ولگاست
شهر ولگاست (به آلمانی: Wolgast) در ایالت مکلنبورگ-فورپومن در کشور آلمان واقع شده‌است.